# Josh Prenot
Josh Prenot (Santa Maria (Californië), 28 juli 1993) is een Amerikaanse zwemmer. Hij vertegenwoordigde zijn vaderland op de Olympische Zomerspelen 2016 in Rio de Janeiro.

## Carrière
Bij zijn internationale debuut, op de Pan-Pacifische kampioenschappen zwemmen 2014 in Gold Coast, eindigde Prenot als vierde op de 200 meter schoolslag en werd hij uitgeschakeld in de series van de 400 meter wisselslag.
Op de 2016 US Olympic Trials in Omaha (Nebraska) kwalificeerde Prenot zich, op de 200 meter schoolslag, voor de Olympische Zomerspelen 2016 in Rio de Janeiro. In Brazilië veroverde de Amerikaan de zilveren medaille op de 200 meter schoolslag.

## Internationale toernooien
| Jaar | Olympische Spelen | WK langebaan        | WK kortebaan                                                                                               | PanPacs                                  | Pan-Ams       |
| ---- | ----------------- | ------------------- | --- | ---------------------------------------- | ------------- |
| 2014 |                   |                     | geen deelname                                                                                              | 4e 200m schoolslag serie 400m wisselslag |               |
| 2015 |                   | geen deelname       | |                                          | geen deelname |
| 2016 | 200m schoolslag   |                     | 5e 200m schoolslag 4e 200m wisselslag 4e 400m wisselslag DSQ 4x100m wisselslag Prenot zwom enkel de series |                                          |               |
| 2017 |                   | geen deelname       | |                                          |               |
| 2018 |                   |                     | 5e 200m schoolslag · 200m wisselslag                                                                       | 11e 100m schoolslag 5e 200m schoolslag   |               |
| 2019 |                   | 13e 200m schoolslag | |                                          | geen deelname |

## Persoonlijke records
Bijgewerkt tot en met 14 november 2020
Kortebaan
| Afstand         | Tijd    | Datum            | Plaats    |
| --------------- | ------- | ---------------- | --------- |
| 100m schoolslag | 58,73   | 27 oktober 2019  | Boedapest |
| 200m schoolslag | 2.03,12 | 13 december 2018 | Hangzhou  |
| 200m wisselslag | 1.52,69 | 11 december 2018 | Hangzhou  |
| 400m wisselslag | 4.01,94 | 10 december 2016 | Windsor   |

Langebaan
| Afstand         | Tijd    | Datum        | Plaats       |
| --------------- | ------- | ------------ | ------------ |
| 100m schoolslag | 59,60   | 26 juni 2016 | Omaha        |
| 200m schoolslag | 2.07,17 | 30 juni 2016 | Omaha        |
| 200m wisselslag | 1.57,14 | 1 juli 2017  | Indianapolis |
| 400m wisselslag | 4.13,15 | 10 juli 2015 | Gwangju      |